# Episodi di Tutor Hitman Reborn! (terza stagione)
Questa lista comprende la terza stagione della serie anime Tutor Hitman Reborn! di Artland, diretto da Kenichi Imaizumi e tratto dall'omonimo manga di Akira Amano.
La stagione, intitolata Capitolo quotidiano (Daily Chapter) raccoglie gli episodi dal 66 al 73. Gli 8 episodi della stagione sono andati in onda per la prima volta in Giappone su TV Tokyo e Animax dal 19 gennaio all'8 marzo 2008. Come sigle di apertura è stata utilizzata Dive to World dei Cherryblossom e come sigla di chiusura STAND UP! dei Dive. In Italia la stagione è stata pubblicata da Prime Video sul canale Anime Generation dal 14 dicembre 2023 all'8 gennaio 2024.

## Lista episodi
| Nº                              | Traduzione Giapponese 「Kanji」 - Rōmaji                                                                | In onda          | In onda          |
| Nº                              | Traduzione Giapponese 「Kanji」 - Rōmaji                                                                | Giapponese       | Italiano         |
| Capitolo quotidiano (8 episodi) | |                  |                  |
| 66                              | Il fantasma tremolante 「ふるえてゴースト」 - Furuete Gōsuto                                            | 19 gennaio 2008  | 14 dicembre 2023 |
| 66                              | Reborn decide di invitare i ragazzi a una prova di coraggio, ma qualcosa va storto.                     |                  |                  |
| 67                              | Lezioni aperte in stile Vongola 「ボンゴレ式授業参観」 - Bongore Shiki Jugyōsankan                      | 26 gennaio 2008  | 18 dicembre 2023 |
| 67                              | La madre di Tsuna vuole partecipare alla lezione aperta, ma Reborn e i piccoli causeranno trambusto.    |                  |                  |
| 68                              | Happy Wedding? 「ハッピー？ウェディング」 - Happii? Wedingu                                             | 2 febbraio 2008  | 21 dicembre 2023 |
| 68                              | Bianchi e Reborn stanno per sposarsi, ma quest'ultimo scappa e lascia una bambola al suo posto.         |                  |                  |
| 69                              | Il folle trio dei fratelli criminali 「とんでも犯罪3兄弟」 - Tondemo Hanzai San Kyōdai                  | 9 febbraio 2008  | 25 dicembre 2023 |
| 69                              | Tre fratelli malfattori prendono di mira la famiglia Sawada, senza sapere a cosa vanno incontro.        |                  |                  |
| 70                              | La sventura di Shoichi Irie 「入江正一の災難」 - Irie Shōichi no Sainan                                 | 16 febbraio 2008 | 28 dicembre 2023 |
| 70                              | Shoichi, un ragazzo che abita a Namimori si trova coinvolto da Lambo con il gruppo di Tsuna.            |                  |                  |
| 71                              | Sfida di volontà! Pugno maligno assoluto 「気迫で勝負！絶対魔拳」 - Kihaku de Shōbu! Zettai Maken       | 23 febbraio 2008 | 1 gennaio 2024   |
| 71                              | Namimori è minacciata da un gruppo di distruttori di dojo e tocca a Tsuna fermarli.                     |                  |                  |
| 72                              | Rischio espulsione! 「退学クライシス」 - Taigaku Kuraishisu                                             | 1º marzo 2008    | 4 gennaio 2024   |
| 72                              | Accusati di varie cose dal prof. Nezu, Tsuna e compagni dovranno cercare di evitare l'espulsione.       |                  |                  |
| 73                              | Festa della mamma 「母さん感謝の日」 - Kāsan Kansha no Hi                                               | 8 marzo 2008     | 8 gennaio 2024   |
| 73                              | Reborn organizza una festa della mamma 'in stile Vongola' per ringraziare Nana di quel che fa per loro. |                  |                  |

## DVD

### Giappone
| N°              | Data           | Dischi | Episodi |
| --------------- | -------------- | ------ | ------- |
| Daily Chapter 1 | 25 luglio 2008 | 1      | 66 - 69 |
| Daily Chapter 2 | 29 agosto 2008 | 1      | 70 - 73 |